# Néos Zygós (Kavála)
Néos Zygós (grec moderne : Νέος Ζυγός), anciennement connue sous le nom de Prósfyges (grec moderne : Πρόσφυγες), est une localité située dans le dème de Kavála, dans le district régional de Kavála, dans la periphérie de Macédoine-Orientale-et-Thrace, en Grèce.
Selon le recensement de 2011, elle compte 572 habitants.